# Siphusauctum
Siphusauctum gregarium ist ein ausgestorbenes, sessiles, gestieltes Tier, dessen fossile Überreste im kambrischen Burgess-Schiefer in den kanadischen Rocky Mountains gefunden wurden. Mit insgesamt 1133 Exemplaren gehört Siphusauctum zu den häufigeren Lebewesen des Burgess-Schiefers.
Der Name Siphusauctum kommt aus dem Lateinischen („Siphus“ bedeutet Tasse oder Becher, „auctus“ bedeutet groß) und wurde wegen der Form und Größe des Tieres vergeben.

## Merkmale
Die Siphusauctum gregarium-Exemplare waren 1,9 bis 22,3 cm hoch, ihre Form wird als „tulpenförmig“ beschrieben.

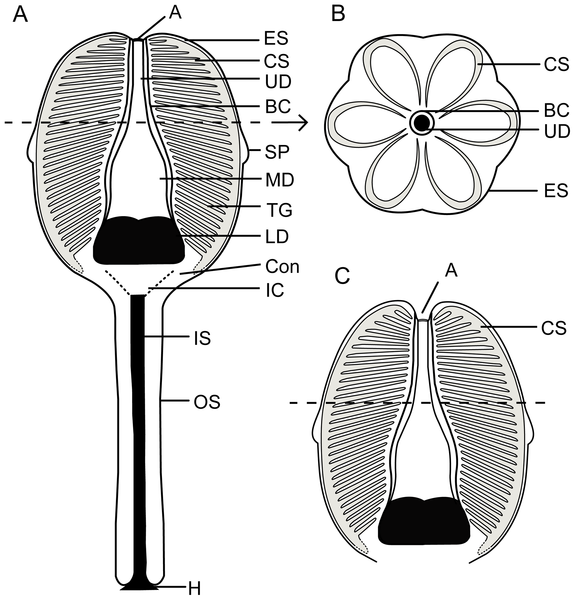
Schema der inneren Anatomie von Siphusauctum gregarium.
A, Längsschnitt,
B, Querschnitt durch den Kelch,
C, Längsschnitt durch den Kelch.
A = Anus,
CS = Filtrierkämme,
IS & OS = Stiel,
H = Haftorgan.

Der Weichkörper des Tiers bestand aus einem kelchförmigen, bauchigen Oberteil, einem schmalen Stiel und einem kleinen, runden oder birnenförmigen Haftorgan. Kelch und Stiel machten jeweils etwa die Hälfte der Körperhöhe aus. Der Kelch besaß eine flexible, durch sechs Segmente radialsymmetrisch gegliederte Hülle und war, bis auf sechs kleine Öffnungen an der Unterseite und einen mittigen Anus an der Oberseite, geschlossen.
Siphusauctum gregarium war wahrscheinlich ein aktiver Filtrierer, der Nahrungspartikel, die durch die Öffnungen an der Unterseite mit dem Wasser einströmten, mit kammartigen Siebvorrichtungen erfasste. Es lebte in individuenreichen Kolonien auf dem Meeresboden. Auf einzelnen Fossilplatten wurden bis zu 65 Individuen gefunden.

## Stratigraphie
Siphusauctum gregarium wurde in der nach dieser Lebensform als „Tulip Beds“ bezeichneten Lagerstätte gefunden, die erst 1983 am Mount Stephen in British Columbia entdeckt wurde. Die Tulip Beds enthalten neben Siphusauctum Fossilien von Schwämmen, Lobopoden, Priapswürmern, Gliederfüßern.
Ein wohl Siphusauctum zuzuordnendes Fossil ist sonst nur noch von der Lagerstätte „Spence Shale“ in Utah bekannt. Das aus dem Mittelkambrium stammende Fossil wurde 2017 einer neuen Spezies Siphusauctum lloydguntheri zugeordnet.

## Systematik
Unter den rezenten Lebewesen zeigen eine Reihe von Stämmen und Klassen Übereinstimmungen mit Siphusauctum gregarium, z. B. die Kelchwürmer (Entoprocta) und die Seescheiden (Ascidiae). Da überzeugende Homologien aber nicht festgestellt wurden, wird Siphusauctum gegenwärtig keinem Stamm und keiner Klasse zugeordnet.